# Théorème de Chasles (géométrie)
En géométrie algébrique, le théorème de Chasles énonce que si deux faisceaux n'ont aucune courbe en commun, alors leur intersection forme un autre faisceau dont le degré peut être calculé à partir des degrés des deux faisceaux initiaux. Ce degré est en fait la somme des degrés des deux premiers faisceaux.
Ce résultat est attribué au mathématicien français Michel Chasles.